# Valdecaballeros
Valdecaballeros è un comune spagnolo di 1 369 abitanti situato nella comunità autonoma dell'Estremadura.